# The World Needs a Hero
The World Needs a Hero é o nono álbum de estúdio da banda estadunidense de heavy metal Megadeth, lançado em 15 de maio de 2001, nos Estados Unidos, 12 de maio no Japão e em 14 de maio na Europa. Após a mudança no rumo tomado pela banda no álbum anterior, Risk, The World Needs a Hero representou uma mudança de volta a uma direção musical mais pesada. Posteriormente, o álbum alcançou o número 16 na Billboard 200 após o liberação.
Depois de uma pausa com o antigo rótulo Capitol Records, o disco foi o primeiro de dois álbuns de estúdio do Megadeth a ser lançado pela Sanctuary Records. Este foi o último dos dois álbuns de estúdio a apresentar o baterista Jimmy DeGrasso, bem como o único a ter Al Pitrelli na guitarra. Além disso, The World Needs a Hero foi o último álbum com o baixista Dave Ellefson, até seu retorno ao Megadeth em 2010. Além disso, o mascote da banda, Vic Rattlehead, aparece na capa de um álbum do Megadeth pela primeira vez desde que Rust in Peace foi lançado, em 1990.

## Antecedentes e produção
Em 1999, o Megadeth lançou seu oitavo álbum de estúdio, Risk. O álbum foi notável por ser um desvio musical drástico para a banda, e culminou em crescentes tentativas da banda no sucesso mainstream na década de 1990, uma tendência que começa com Countdown to Extinction (1992). The World Needs a Hero marca uma volta de transição estilística para as raízes thrash metal da banda. Além disso, na verdade o álbum tinha sido apresentado pela banda como um "antídoto" para Risk num comunicado à imprensa. No entanto, o disco tem sido observado por vários críticos musicais ainda mantendo algumas sensações comerciais de álbuns anteriores.
De acordo com Mustaine, o título do álbum refere-se a estrelas do rock estereotipadas. Quando perguntado sobre o assunto, e um comentário anterior sobre Axl Rose ter matado a imagem de estrela de rock tradicionais, Mustaine queixou-se sobre ''As pessoas querer heróis'. Em seguida, passou a dizer que muitos dos grupos de rock contemporâneos parecem soar o mesmo e que a indústria da música estava precisando de um herói para dar uma quebra neste padrão alienado na cena do rock.
Em outra entrevista, no entanto, Mustaine ofereceu uma interpretação mais simples do título do álbum. Comentando sobre histórias negativas nas notícias, como guerras e desastres naturais, Mustaine referiu que o mundo, naquela época, estava precisando de um herói para resolver vários problemas ao redor do planeta.
A capa do álbum mostra Vic Rattlehead saindo de Dave Mustaine.
Mustaine define o álbum como ''um navio perdido no mar tentando retomar seu rumo''.

## Recepção crítica
Embora o álbum tenha sido tido como ''um retorno às raízes da banda'', The World Needs a Hero recebeu críticas osciladas, pendendo para o lado negativo. O crítico de Allmusic, Steve Huey, escreveu que Mustaine "tentou invocar memórias de Rust in Peace e Countdown to Extinction'', mas ao comparar "Dread and the Fugitive Mind" com "Sweating Bullets", disse que grande parte do material se parecia como "um material requentado do Megadeth". Huey criticou a produção do álbum, no qual a achou muito básica e simplória, e disse que por causa disso, o grupo "não conseguiu realmente se aproveitar das glórias de seus registros passados". Neil Arnold do ''Metal Forces'' escreveu que, embora o álbum passe bem longe dos registros clássicos, ainda sim era ''uma realização de esforço mais empenhada que a do álbum anterior'' (Risk). 
O revisor Greg Pratt de "Words & Bloody Knuckles", se mostrou mais admirado acerca do álbum, dando uma crítica mais favorável. Pratt, após criticar brevemente a falta de um som mais ''thrash'', comparou o álbum de maneira positiva aos registros Youthanasia (1994) e Countdown to Extinction (1992). Além disso, Pratt comentou que, mesmo na ausência dos membros de longa data e da formação clássica, Nick Menza e Marty Friedman, a banda ainda soava bem. Pratt reagiu positivamente a uma série de canções do álbum, mas citou "Recipe for Hate... Warhorse" como o "momento mais intenso" do álbum.  Mike Stagno de Sputnikmusic teve reações mistas acerca do tipo de música que o álbum proporciona. Enquanto Stagno ressalta e concorda que o álbum foi e é tido como um retorno às raízes da banda, ele afirma que aqueles que estavam esperando um álbum no estilo dos quatro primeiros registros da banda ficariam desapontados. 
The Rolling Stone Album Guide descreveu o álbum como "lento e retrógrado" e o viu como "um passo para trás da banda".  John Engels de Orlando Weekly sentiu que o vazio deixado pelo ex-guitarrista Marty Friedman foi bem preenchido por Al Pitrelli. No entanto, ele crítica a repetitividade do álbum, e ocasionalmente criticou que uma série de letras das músicas soavam infantis. O clássico e aclamado ex-guitarrista da banda, Marty Friedman, também comentou acerca do álbum, no qual se sentiu um pouco desapontado com o estilo da música e a capa. Embora tenha se sentido desapontado em certos aspectos, Friedman elogiou o guitarrista Al Pitrelli por cumprir bem seu trabalho no registro e o fato de as músicas terem ficado mais elaboradas.

## Canções
O single de abertura do disco é "Moto Psycho", e um vídeo também foi feito para esta canção. "Dread and the Fugitive Mind" foi lançada anteriormente como uma nova faixa na compilação Capitol Punishment, um ano antes, por insistência da ex-gravadora do Megadeth, Capitol Records.

## Faixas
Todas faixas escritas por Dave Mustaine, exceto onde anotado.
| N.º            | Título                        | Compositor(es)             | Duração |  |
| 1.             | "Disconnect"                  |                            | 5:20    |  |
| 2.             | "The World Needs a Hero"      |                            | 3:52    |  |
| 3.             | "Moto Psycho"                 |                            | 3:06    |  |
| 4.             | "1000 Times Goodbye"          |                            | 6:25    |  |
| 5.             | "Burning Bridges"             |                            | 5:20    |  |
| 6.             | "Promises"                    | Dave Mustaine, Al Pitrelli | 4:28    |  |
| 7.             | "Recipe for Hate... Warhorse" |                            | 5:18    |  |
| 8.             | "Losing My Senses"            |                            | 4:40    |  |
| 9.             | "Dread and the Fugitive Mind" |                            | 4:25    |  |
| 10.            | "Silent Scorn" (instrumental) | Mustaine, Pitrelli         | 1:42    |  |
| 11.            | "Return to Hangar"            |                            | 3:59    |  |
| 12.            | "When"                        |                            | 9:14    |  |
| Duração total: | Duração total:                | Duração total:             | 57:49   |  |

A versão lançada no Japão vem com uma faixa bônus, chamada "Coming Home".

## Tema das músicas
- "Disconnect" é explicada por Mustaine sobre como é viver uma vida dupla: "É sobre a pessoa que eu quero que você ache que eu sou e sobre a pessoa dentro de mim que eu realmente sei quem é" (palavras de Mustaine);
- "The World Needs a Hero" aborda sobre a burocracia e os patamares dentro dela;
- "Moto Psycho" é sobre o tempo diário que as pessoas passam indo ao trabalho, no qual as fazem passar muito tempo na rua e se tornarem praticamente robôs. Isto tudo é devido às responsabilidade e deveres pessoal que cada um tem, tema também abordado na música;
- "1000 Times Goodbye" é sobre um relacionamento que rompeu e que, logo depois que rompeu, é descoberto que a a mulher traia o narrador.  Não se sabe se realmente aconteceu com Mustaine ou se é uma letra fictícia;
- "Burning Bridges" é sobre as pessoas não praticarem o que pregam e que, mesmo que tomem as decisões apropriadas, estão sempre procurando alguém para culpar e tirar o fardo de cima dela mesma. A expressão "Burning Bridges" é tida como fuga das responsabilidades;
- "Promises" fala sobre preconceito nos relacionamentos, devido a crenças ou estilos de vidas divergentes;
- "Recipe For Hate... Warhorse" "Esta canção pode ser interpretativa a várias pessoas" (palavras de Mustaine)
- "Losing My Senses" fala sobre viver a vida e questionar os sentidos da mesma;
- "Dread and the Fugitive Mind" pode ter um duplo sentido:

a) sobre um político corrupto e intocável que não teme nada e não têm arrependimentos, pois está em uma boa situação;
b) aborda sobre a vida do crime de um fora da lei, seus medos e as consequências de levar uma vida criminosa;
- "Silent Scorn" é uma instrumental que encerra os shows da banda;
- "Return to Hangar" é um rearranjamento de "Hangar 18", com uma letra parecida e abordando que Mustaine ainda pensa o mesmo sobre a suposta Area 51;
- "When" é sobre o sentimento que Mustaine tinha sobre fãs que abandonaram a banda devido às mudanças na sonoridade e no estilo da mesma: um sentimento de estar sendo pisado e desprezado mesmo depois de tanto esforço e dedicação.

## Integrantes
- Dave Mustaine - vocal, guitarra
- Al Pitrelli - guitarra e vocal de apoio
- David Ellefson - baixo e vocal de apoio
- Jimmy DeGrasso - bateria